# Georg von Dannenberg
Georg von Dannenberg (* 16. November 1858 in Oldenstadt; † 29. April 1931 in Hannover) war Jurist, Redakteur und Mitglied des Deutschen Reichstags.

## Leben
Er war der Sohn des Amtsrichters Otto von Dannenberg und besuchte das Lyceum I in Hannover, das Gymnasium in Celle und studierte an den Universitäten Genf, Leipzig und Göttingen Rechtswissenschaften. In Leipzig wurde er 1879 Mitglied des Corps Misnia Leipzig. 1881 wurde er Referendar, von 1887 bis 1905 war er Rechtsanwalt in Hannover und von 1888 bis 1891 Redakteur des Organs der Deutsch-Hannoverschen Partei Deutsche Volkszeitung in Hannover. Als Redakteur wurde er unter anderem bestraft wegen Beleidigung des Königlich-Preußischen Oberpräsidenten Rudolf von Bennigsen mit drei Monaten Gefängnis und wegen Angriffs auf die Annexion des Königreichs Hannover (Verächtlichmachung von Staatseinrichtungen, § 136 StGB) mit sechs Monaten Gefängnis, beide Male vom Königlich-Preußischen Landgericht zu Hannover.
Von März 1909 bis 1912 war er Mitglied des Deutschen Reichstags für den Wahlkreis Hannover 6 (Syke, Verden) und die Deutsch-Hannoversche Partei. Dem Preußischen Landtag gehörte er 1919 bis 1924 an. 1919 bis war er Mitglied des Provinziallandtags Hannover.